# 詩曲 (ショーソン)
詩曲（しきょく、Poème）作品25は、エルネスト・ショーソンが作曲したヴァイオリンと管弦楽のための作品。原題そのままで「ポエム」とも呼ばれる。ショーソンの作品中でも著名な曲である。

## 概要
このヴァイオリンと管弦楽のための作品は、ショーソンが1899年に自転車事故で亡くなる3年前の1896年に作曲され、同じ時期に完成された。もともとは、ロシアの作家ツルゲーネフがルネサンス・イタリアを舞台として書いた小説『恋の凱歌』（または『勝ち誇れる愛の歌』）に基づく交響詩として着想されたが、ショーソンはこの小説に漂う神秘的な物語性を絶対音楽的な理念にまで高め、標題を取り去って普遍的な「詩曲」として発表した。
初演は同年4月4日（12月であったとする説もある）に、パリでウジェーヌ・イザイによって行われた。
自筆譜はその後、イザイが死に際してフリッツ・クライスラーへ寄贈し、現在アメリカ国会図書館に所蔵されている。

## 編成
独奏ヴァイオリン、フルート2、オーボエ2、クラリネット2、ファゴット2、ホルン4、トランペット2、トロンボーン3、チューバ、ティンパニ、ハープ、弦五部。
ヴァイオリン、ピアノと弦楽四重奏のための協奏曲を演奏する際に、同じ編成で編曲が行われた。つまり、独奏ヴァイオリンのほか、オーケストラのパートをピアノと弦楽四重奏が受け持った版である。
その他、ヴァイオリン独奏用にピアノ伴奏の版も存在する。

## 構成
- レント・エ・ミステリオーソ－モルト・アニマート－アニマート－ポコ・レント－ポコ・メノ・レント－アレグロ－テンポ・プリモ－トランクイッロ

全体は変ホ短調である（楽譜上の調号指定は変ホ長調だが、常に臨時記号が指定され実質変ホ短調として響く）。緩やかな序奏で始まり、独奏ヴァイオリンが主要主題を静かに歌う。クライマックスが築かれたのちに沈静化し、最後は同主調の変ホ長調となる。演奏時間は約16分。

## 楽曲が用いられた作品
- 小説『仮装集団』（山崎豊子） - 東京体育館で行われたサベーリエフのヴァイオリン演奏会の中で登場する。